# James Henderson Berry

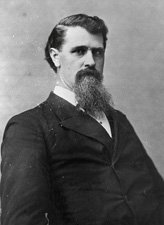
James Henderson Berry

James Henderson Berry (* 15. Mai 1841 im Jackson County, Alabama; † 30. Januar 1913 in Bentonville, Arkansas) war ein US-amerikanischer Politiker und zwischen 1883 und 1885 Gouverneur von Arkansas. Außerdem vertrat er diesen Bundesstaat zwischen 1885 und 1907 im US-Senat.

## Frühe Jahre und politischer Aufstieg
James Berry kam im Jahr 1848 mit seinen Eltern nach Arkansas, wo sie sich im Carroll County ansiedelten. Er besuchte anschließend die Berryville Academy und studierte dann Jura. Erst 1866, nach dem Bürgerkrieg, wurde er als Anwalt zugelassen. Während des Bürgerkrieges kämpfte er als Leutnant in den Reihen der Konföderierten und verlor in der zweiten Schlacht bei Corinth in Mississippi sein rechtes Bein. Nach dem Krieg war er zunächst als Lehrer und dann als Anwalt tätig.
Berrys politische Laufbahn begann im Jahr 1866 mit seiner Wahl in das Repräsentantenhaus von Arkansas. In den Jahren 1872 und 1874 wurde er erneut in diese Parlamentskammer gewählt. Dabei wurde er sogar deren Präsident (Speaker). Im Jahr 1876 wurde er zum Vorsitzenden des regionalen Parteitags der Demokratischen Partei in Arkansas gewählt. Zwischen 1878 und 1882 war er Richter im Vierten Gerichtsbezirk des Staates. Am 4. September 1882 wurde er als Kandidat seiner Partei zum neuen Gouverneur von Arkansas gewählt, wobei er sich mit einem Stimmenanteil von knapp 60 Prozent gegen den Republikaner W. D. Slack durchsetzte.

## Gouverneur von Arkansas und US-Senator
James Berry trat seine zweijährige Amtszeit am 13. Januar 1883 an. In seiner Zeit als Gouverneur wurde die Staatsverschuldung reduziert und kurzfristige Kredite wurden zurückbezahlt. Damals wurde ein Krankenhaus für Nervenkrankheiten eingerichtet und die Anwaltskammer von Arkansas gegründet. Außerdem wurden einige Arbeitsgesetze verabschiedet. Berry schritt persönlich gegen die Lynchjustiz ein, als er im Howard County das ungesetzliche Aufhängen einiger Afroamerikaner verhinderte, die des Mordes an einem weißen Farmer beschuldigt wurden. Berry trat 1884 nicht zu einer möglichen Wiederwahl an.
Nach dem Ende seiner Amtszeit als Gouverneur wurde er als Nachfolger des zurückgetretenen Ex-Gouverneurs Augustus Hill Garland in den Senat der Vereinigten Staaten entsandt. Die folgenden 22 Jahren verblieb er in diesem Amt in Washington. Dort war er Mitglied mehrerer Ausschüsse. Im Jahr 1910 wurde er Mitglied der Historischen Kommission von Arkansas. Er wurde damit beauftragt, die Gräber aller in Unionsgefängnissen verstorbenen konföderierten Kriegsgefangenen anhand der vorhandenen Unterlagen ausfindig zu machen. Im Dezember 1912 konnte er einen Abschlussbericht vorlegen. Kurz darauf ist James Berry verstorben. Er wurde in Greenwood beigesetzt. Berry war mit Lizzie Quaile verheiratet, mit der er vier Kinder hatte.